# Let Me Know (I Wonder Why Freestyle)
Let Me Know (I Wonder Why Freestyle) è un singolo del rapper statunitense Juice Wrld, pubblicato il 7 dicembre 2019 come secondo estratto dall'EP JuiceWrld 9 9 9.

## Descrizione
Il brano è stato pubblicato per la prima volta nel 2017, parte del suo EP JuiceWrld 9 9 9 .
Grazie alla sua crescente popolarità, dovuta a TikTok, la canzone è stata ripubblicata da Grade A Productions e Interscope Records il 7 dicembre 2019. Il singolo è stato l'ultimo brano pubblicato prima della morte di Juice Wrld ed è presente nella colonna sonora del videogioco NBA 2K21.

## Tracce
Testi di Jarad Higgins, musiche di Nicholas Mira.
1. Let Me Know (I Wonder Why Freestyle) – 3:35

## Classifiche
| Classifica (2020) | Posizione massima |
| ----------------- | ----------------- |
| Canada            | 73                |
| Stati Uniti       | 78                |